# Edwin Coratti
Edwin Coratti (Silandro, 19 giugno 1991) è uno snowboarder italiano, compete nello slalom parallelo e nel slalom gigante parallelo, gareggiando in Coppa del Mondo.

## Biografia
Originario di Silandro e fratello di Jasmin, anch'essa snowboarder di alto livello, è attivo in gare FIS dal febbraio 2007, Coratti ha esordito in Coppa Europa il 7 dicembre dello stesso anno a Haus im Ennstal, in Austria, classificandosi 52º nello slalom gigante parallelo; mentre ha colto il primo podio nella stessa disiplina di Hochfügen del 27 novembre 2010.
In Coppa del Mondo ha esordito il 22 marzo 2009 nel gigante parallelo della Valmalenco e ha ottenuto il primo podio (e prima vittoria) nello slalom parallelo di Winterberg del 6 marzo 2016.

## Palmarès

### Mondiali juniores
- 3 medaglie:
  - 1 oro (slalom gigante parallelo a Wanaka 2010)
  - 1 argento (slalom paraelo a Wanaka 2010)
  - 1 bronzo (slalom gigante parallelo a Valmalenco 2011)

### Coppa del Mondo
- Miglior piazzamento nella Coppa del Mondo di parallelo: 3° nel 2018 e nel 2022
- 23 podi:
  - 6 vittorie
  - 9 secondi posti
  - 8 terzi posti

Coppa del Mondo - vittorie
| Data             | Luogo         | Paese    | Disciplina |
| ---------------- | ------------- | -------- | ---------- |
| 6 marzo 2016     | Winterberg    | Germania | PSL        |
| 19 gennaio 2019  | Rogla         | Slovenia | PGS        |
| 18 gennaio 2020  | Rogla         | Slovenia | PGS        |
| 16 marzo 2022    | Rogla         | Slovenia | PGS        |
| 19 marzo 2022    | Berchtesgaden | Germania | PSL        |
| 30 novembre 2024 | Mylin         | Cina     | PGS        |

Legenda:

PSL = Slalom parallelo

PGS = Slalom gigante parallelo